# Юденбург
Юденбург (нем. Judenburg букв. «еврейский город» < Jude «еврей» + burg «крепость, город») — город в Австрии, в федеральной земле Штирия.
Административный центр округа Мурталь. Население составляет 9619 человек (на 31 декабря 2005 года). Занимает площадь 13,22 км². Официальный код — 6 20 40.

## История
Возник на месте еврейского торгово-ремесленного поселения, основанного в 737 году. Являясь в Средние века важным торговым пунктом, Юденбург привлекал евреев, где и образовалась значительная община.
Местная церковь когда-то была синагогой; некоторые камни её покрыты еврейскими надписями. В начале XV века здесь поселились 22 крупных еврейских коммерсанта, каждый из которых владел 100 тыс. гульденов. Из 38 остальных богатых купцов города большинство были евреями. Длинная «Еврейская улица» (Judengasse) была почти вся занята евреями, которые, впрочем, жили и в других частях города.
В 1496 году евреи были изгнаны из города, но во второй половине XIX века, в царствование императора Франца-Иосифа I, евреи опять поселились здесь. К началу XX века в городе существовала еврейская «корпорация» и традиционное кладбище. На главной городской площади находилось здание бывшей синагоги, на котором находилось изображение «Еврейской шапки» (Judenhut).
В 1938 года в результате аншлюса город вошёл в состав нацистской Германии. Новые власти предлагали переименовать город с тем, чтобы удалить из названия упоминание о евреях. Предлагались названия Zirbenstadt (Zirbe — название швейцарской сосны) и Adolfsburg (в честь Адольфа Гитлера). Решение было отложено до «окончательной победы» в войне, и после поражения Гитлера стало неактуальным.
В результате проводившегося немецкими нацистами Холокоста, еврейское население Юденбурга было почти полностью уничтожено, и сегодня в городе проживает всего несколько сотен этнических евреев.

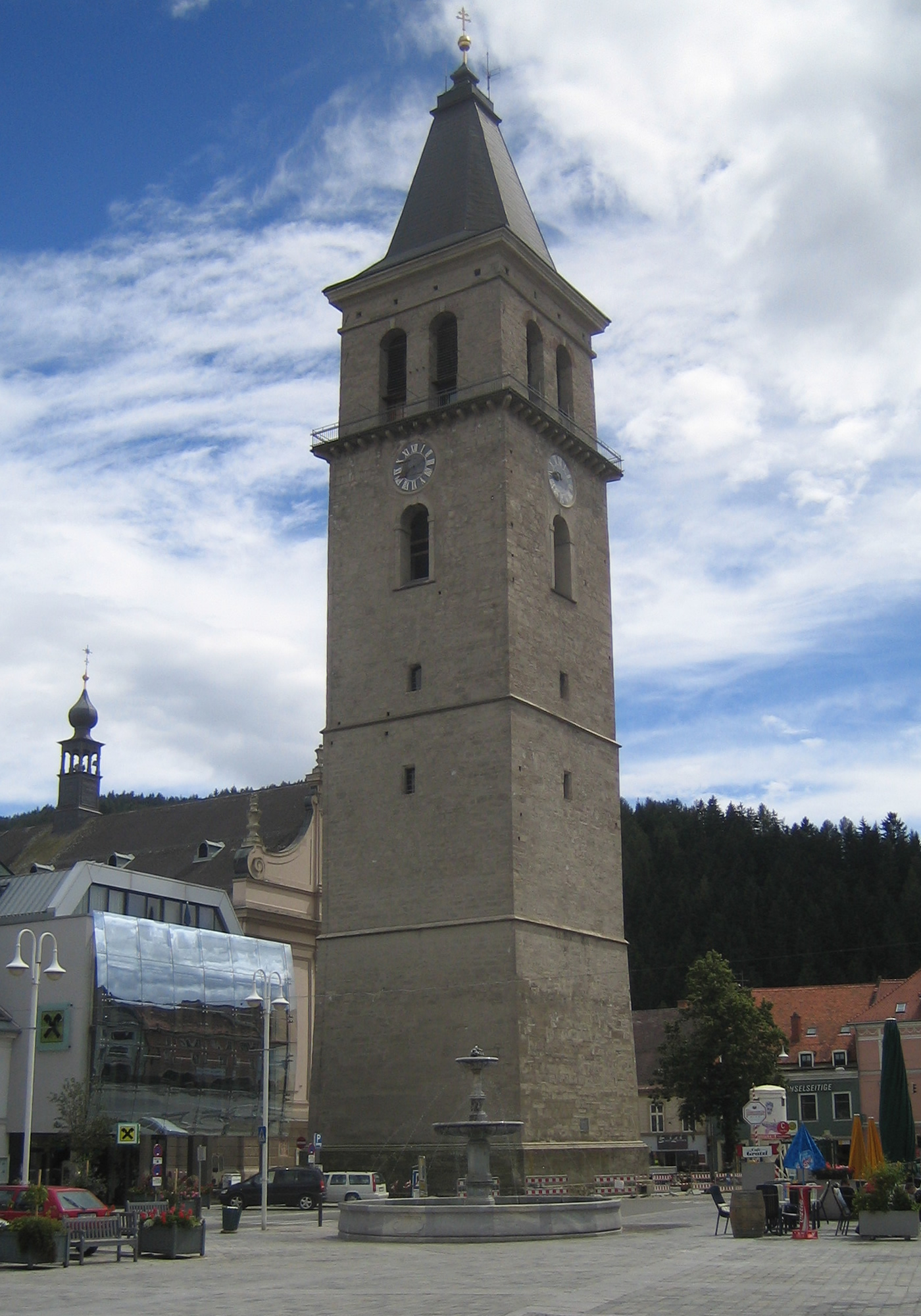
Городская башня Юденбурга. Служила колокольней церкви Святого Николая, а затем пожарной каланчой. Ныне объект культурного наследия с планетарием наверху.

На гербовом щите Юденбурга изображен портрет еврея с бородой в «еврейской шапке» (так называемый Judenhut).

## Население
| Год  | Численность |
| ---- | ----------- |
| 1869 | 5068        |
| 1889 | 6053        |
| 1890 | 6590        |
| 1900 | 6630        |
| 1910 | 7682        |
| 1923 | 7790        |
| 1934 | 8520        |
| 1939 | 8819        |
| 1951 | 11475       |
| 1961 | 11807       |
| 1971 | 12418       |
| 1981 | 12208       |
| 1991 | 11578       |
| 2001 | 11216       |
| 2011 | 10270       |
| 2021 | 9631        |

## Политическая ситуация
Бургомистр коммуны — Магарете Грубер (СДПА) по результатам выборов 2005 года.
Совет представителей коммуны (нем. Gemeinderat) состоит из 31 места.
- СДПА занимает 23 места.
- АНП занимает 6 мест.
- АПС занимает 1 место.
- КПА занимает 1 место.

## Города-побратимы
- Альтеа, Испания
- Бад-Кёцтинг, Германия
- Бандоран, Ирландия
- Белладжо, Италия
- Гранвиль, Франция
- Зволен, Словакия
- Карккила, Финляндия
- Кёсег, Венгрия
- Марсаскала, Мальта
- Мерссен, Нидерланды
- Нидеранвен, Люксембург
- Превеза, Греция
- Пренай, Литва
- Сезимбра, Португалия
- Сигулда, Латвия
- Сушице, Чехия
- Тюри, Эстония
- Укселёсунд, Швеция
- Уффализ, Бельгия
- Хойна, Польша
- Хольстебро, Дания
- Шерборн, Великобритания